# Joseph Eggleston Johnston
Joseph Eggleston Johnston (Farmville, 3 febbraio 1807 – Washington, 21 marzo 1891) è stato un generale statunitense.
Ufficiale nell'US Army divenne generale nell'esercito degli Stati Confederati durante la guerra civile americana.
Malgrado ne fosse stato il sostenitore più autorevole per il grado militare di generale dell'esercito regolare che già poteva vantare nel momento della secessione, Joseph Eggleston Johnston vide lucidamente tutti i punti deboli di quella grave decisione e gran parte dei pericoli che si sarebbero incontrati e, nei suoi conflitti con il vertice confederato (in particolare col Presidente degli Stati Confederati d'America, Jefferson Davis), Johnston dimostrò la sua fine intelligenza politica, riuscendo a considerare la sua responsabilità ben oltre il limite del puro e semplice settore militare che gli competeva.

## Biografia
Nato nella piantagione "Cherry Grove" presso Farmville, Virginia, frequentò West Point insieme con Robert Edward Lee e si distinse, dapprima nella guerra contro i Seminole in Florida e poi nella guerra messicana, come grande talento militare, emergendo anche per inconsueto valore personale.
Il 28 giugno 1860 fu nominato quartiermastro generale dell'esercito statunitense con il grado di Brigadier generale, raggiungendo così il più alto posto di comando nel piccolo esercito statunitense d'anteguerra. 
Tuttavia alla secessione della Virginia dall'Unione il 22 aprile 1861 si dimise e si pose a disposizione della neo-costituita Confederazione, che subito lo assunse in servizio con il medesimo grado di Brigadier generale. Prese il comando dell'ex-Arsenale federale di Harper's Ferry che, con la secessione della Virginia, era caduto nelle mani del Sud, ma se ne dovette ritirare davanti all'avanzata delle truppe dell'Unione ed assunse il comando dell'Armata del Sud nella prima battaglia di Manassas (o di Bull Run).
Il 31 agosto 1861, a causa delle sue prestazioni strategiche ed organizzative, ascese (con decorrenza dal 4 luglio) al più alto rango di generale ed assunse il comando dell'Armata della Virginia settentrionale. Era stato però collocato un gradino più in basso degli altri generali confederati Samuel Cooper, Albert S. Johnston e Robert E. Lee. Ciò costituì elemento scatenante di un duro conflitto con Jefferson Davis, che non fu mai composto.
Johnston condusse con successo il Sud contro l'Armata del Potomac del Generale dell'Unione George B. McClellan nella Campagna peninsulare e fu ferito gravemente nel maggio 1862 nella battaglia di Seven Pines. Il suo posto fu assegnato a Robert Edward Lee.
In novembre Johnston rientrò in servizio ed ottenne il comando del Dipartimento dell'Ovest. Qui trovarono piena conferma i suoi timori circa la contraddittoria condotta dei dirigenti confederati di Richmond, quando il generale Ulysses Grant minacciò Vicksburg, la Gibilterra del Mississippi e mise alla fame la città. Johnston tentò di liberarla, ma il comandante della città John Clifford Pemberton aveva ricevuto direttive da Richmond che non coincidevano con gli ordini di Johnston. Johnston, minacciato nel suo Quartier Generale in Jackson dal generale Sherman, vide cadere Vicksburg (4 luglio 1863), una perdita decisiva per gli Stati del Sud, con la quale le truppe dell'Unione si impadronirono del fiume Mississippi, una delle arterie vitali della Confederazione, separando gli Stati ad est del fiume dal resto del Paese.
Dopo che il generale Braxton Bragg il 24 e 25 novembre 1863 venne battuto e il suo esercito annientato presso Chattanooga dalle truppe del generale Grant, Johnston prese il comando dell'Armata confederata del Tennessee. Riconobbe con chiara visione che solo una ritirata avrebbe potuto evitare l'annichilimento totale delle truppe del Sud. Ma quando Sherman avviò il suo attacco al cuore della Confederazione e minacciò Atlanta, Jefferson Davis respinse la strategia difensiva di Johnston e lo sostituì il 17 luglio 1864 con il generale texano John Bell Hood.
Johnston, uno dei migliori ufficiali del Sud, fu messo da parte per meschini motivi personali e non ebbe più alcun comando, finché Robert Edward Lee, nel febbraio 1865, impose il suo ritorno e lo mise nuovamente al comando dell'Armata che ancora una volta si doveva contrapporre alla inarrestabile avanzata di Sherman. Sherman aveva però già alle spalle la sua "Marcia al mare", questa campagna della terra bruciata, e puntava ora nuovamente al nord.
Johnston non poté cambiare più nulla di quanto già era accaduto: capitolò il 26 aprile 1865 davanti a Sherman.
Nel 1879 Joseph Eggleston Johnston tornò in pubblico: fu eletto deputato della Virginia al Congresso statunitense e scrisse le sue memorie sulle campagne della guerra di secessione. Nel 1885 fu nominato commissario USA per le ferrovie americane. Mentre nella primavera del 1891 seguiva a capo scoperto la bara del generale Sherman, suo antico avversario, contrasse una polmonite dalla quale non guarì più. Morì il 21 marzo 1891 a Washington. La storia militare vede in lui un tattico della difensiva, valido almeno quanto Robert Edward Lee.